# Sim Iness
Simeon Garland "Sim" Iness (9. července 1930 Keota — 23. května 1996 Porterville, Kalifornie) byl americký atlet, specializující se na hod diskem, olympijský vítěz.
Na olympiádě v Helsinkách v roce 1952 zvítězil v hodu diskem výkonem 55,03 m, což byl nový olympijský rekord. Dne 20. června 1953 vytvořil nový světový rekord v této disciplíně výkonem 57,93 m. Po skončení sportovní kariéry pracoval jako atletický trenér.